# Avenue de l’Observatoire
Die Avenue de l’Observatoire erstreckt sich über das 6. und 14. Arrondissement von Paris und grenzt an die Quartiers Val-de-Grâce (5. Arr.), Odéon und Notre-Dame-des-Champs (6. Arr.) sowie Montparnasse (14. Arr.).

## Namensursprung
Die Avenue führt vom Jardin du Luxembourg zum Observatoire de Paris, von dem sie den Namen hat.

## Geschichte
Mit einem kaiserlichen Erlass vom 20. Juni 1807 wird beschlossen, die frühere „Avenue de la Pépinière“ (später „Avenue du Luxembourg“) vom Pariser Observatoire aus entlang des Meridian von Paris über das Gelände der Chartreuse de Paris neu anzulegen.
1790 wird der Orden der Kartäuser aufgelöst. Die Pariser Kartause wird beschlagnahmt und als Nationalgut verkauft.
Ein Gesetz vom 27 germinal VI (16. April 1798) sieht die Anlage mehrerer Straßen auf dem Gebiet der Kartause vor: die Avenue de l’Observatoire, der Rue de l’Ouest (heute Rue d’Assas) und der (ehemaligen) Rue de l’Est (Teil des heutigen Boulevard Saint-Michel). Das Gebiet zwischen der Rue de l’Est und der Avenue de l’Observatoire ist nicht parzelliert, sondern für die Einrichtung einer Baumschule vorgehalten. Das südliche Ende dieser Avenue trug bis 1811 den Namen „Carrefour de l’Observatoire“.
Eine Draisine, der Vorfahre des Fahrrads, wurde im April 1818 in Paris von seinem Erfinder, dem Baron Karl von Drais, an dieser Kreuzung in der Nähe der Gärten der Abtei am Port-Royal (Paris) vorgeführt.
1866 wurde die Avenue von der Rue d’Assas und dem Boulevard Saint-Michel bis zur Rue Auguste-Comte vor den Jardin du Luxembourg verlängert und verbreitert. Bei dieser Gelegenheit entstand auf einer Fläche von mehr als 22.000 m² der öffentliche Garten Jardin des Grands-Explorateurs Marco-Polo et Cavelier-de-la-Salle, quasi eine Verlängerung des Jardin du Luxembourg.
Am 23. März 1918, während des Ersten Weltkriegs, explodierte eine von der Dicken Bertha abgefeuerte Granate in der Avenue de l’Observatoire.

Ereignisse in der Avenue
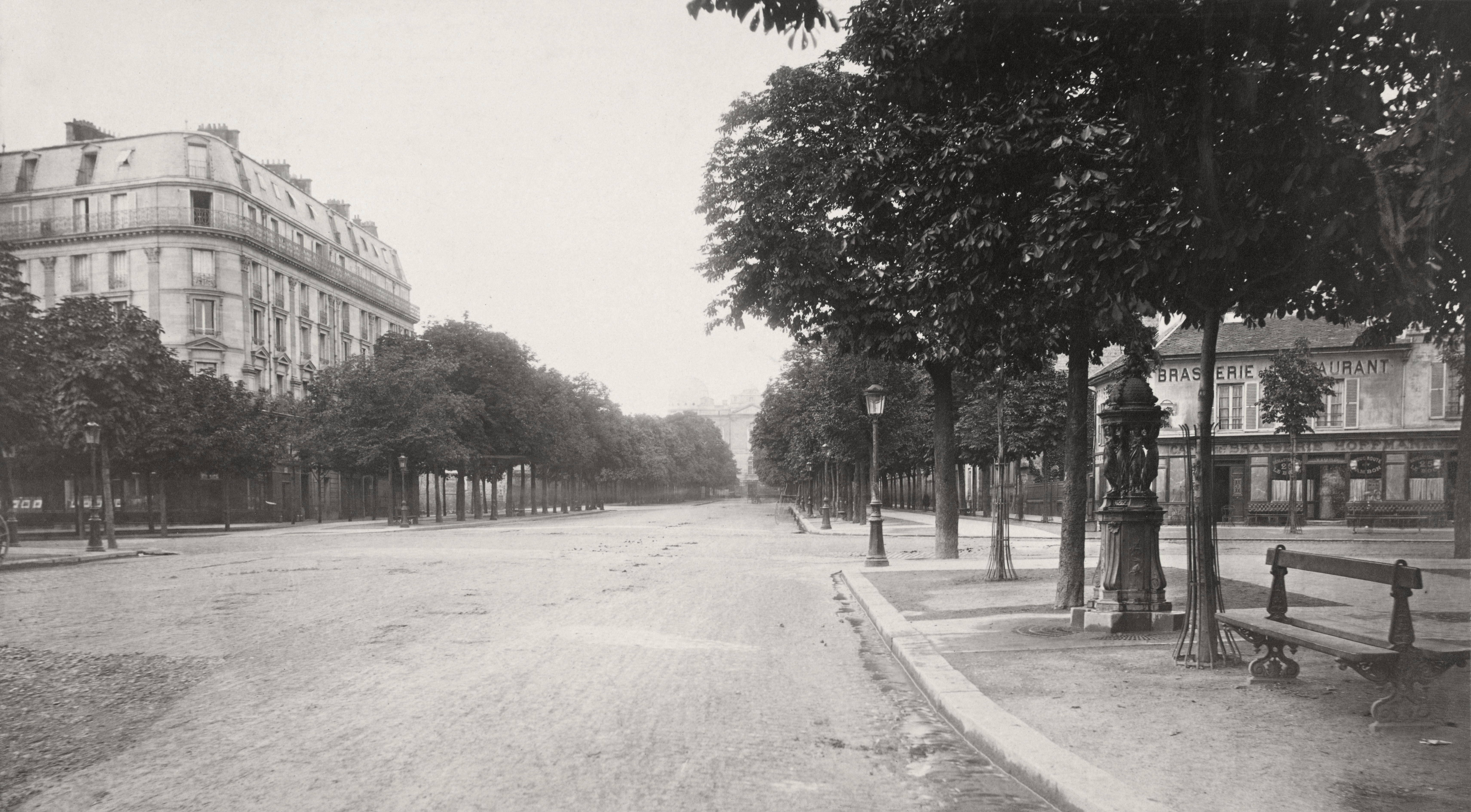
Avenue de l’Observatoire, von Charles Marville (um 1853–1870)
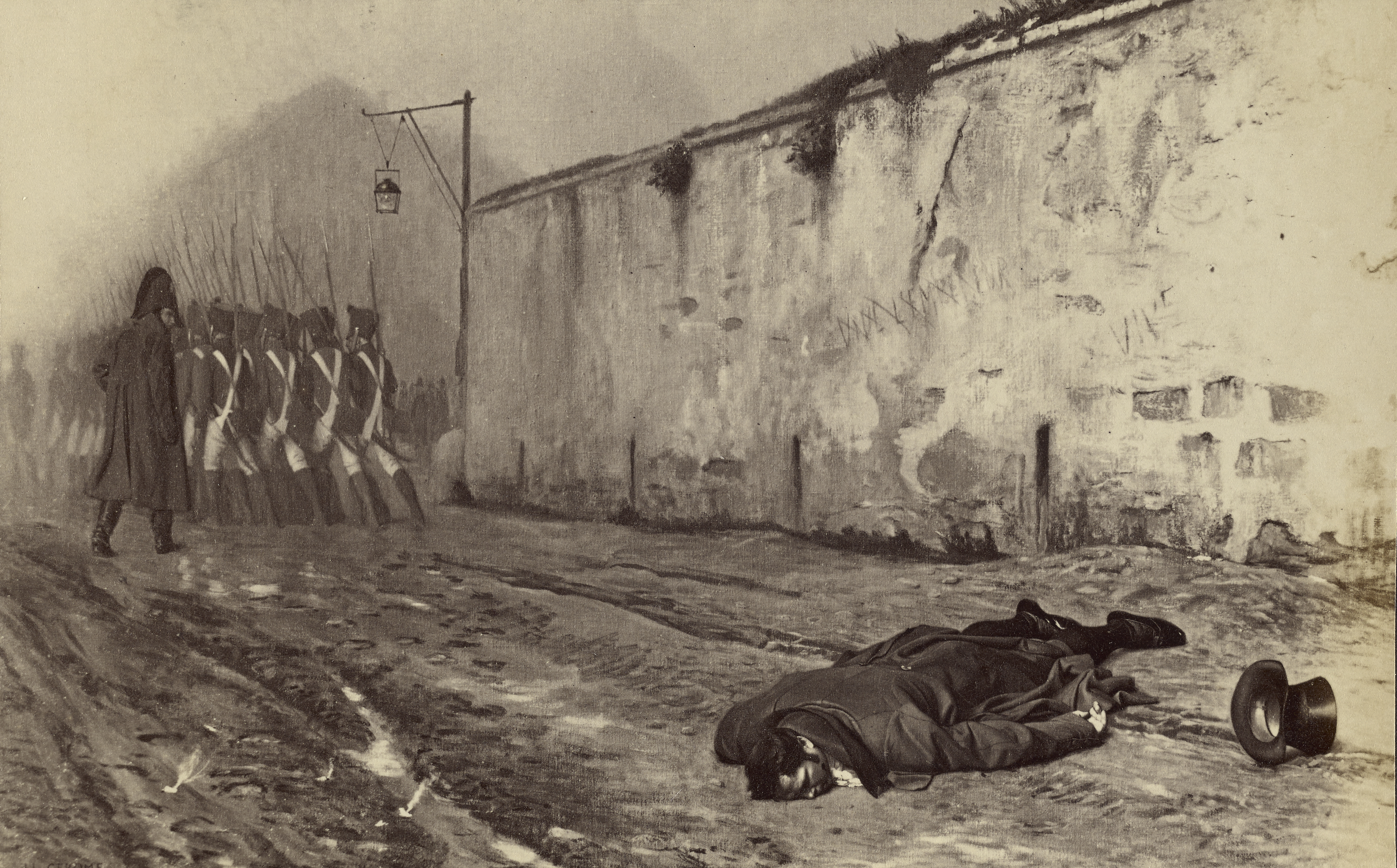
Hinrichtung von Maréchal Ney
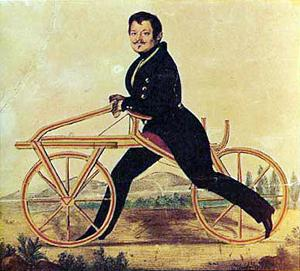
Von Drais und seine Draisine
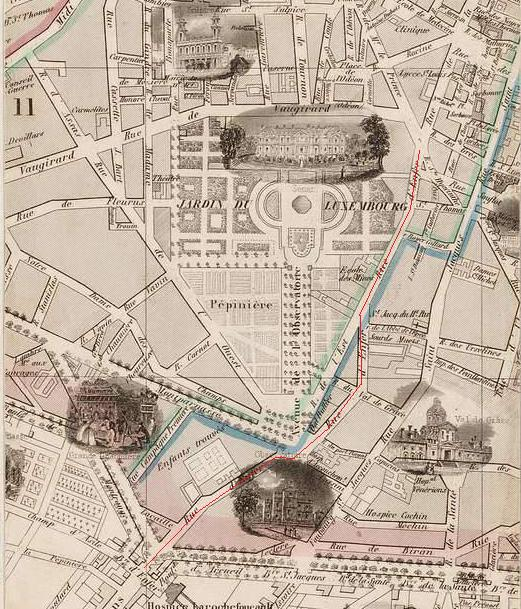
Die Avenue im Plan Bénard (1857)

## Sehenswürdigkeiten
- Das Monument Francis Garnier von Denys Puech (1898) bei der Einmündung der Rue d’Assas
- Zugänge zu den Gärten Jardin du Luxembourg und Jardin des Grands-Explorateurs Marco-Polo et Cavelier-de-la-Salle
- Nr. 4–6: Fakultät für Pharmazie der Universität René-Descartes. Auf dem Gelände befindet sich auch ein botanischer Garten.
- Nr. 8: Institut für Kunst und Archäologie, zwischen 1925 und 1928 vom Architekten Paul Bigot erbaut. Seit dem 9. September 1996 steht es unter Denkmalschutz.[5]
- Nr. 20: Café La Closerie des Lilas, 1903 vom Architekten F. Gayaudon erbaut.[6]
- Das Denkmal für Marschall Ney von François Rude (1853)[7] Place Camille-Jullian, an der Ecke zum Boulevard du Montparnasse, nicht weit vom angeblichen Ort seiner Hinrichtung entfernt, die am 7. Dezember 1815 in der Nähe stattfand.
- Nr. 42–44: Aqueduc Médicis mit dem Maison du Fontainier (deutsch Haus des Brunnenwarts) und den Wasserbehältern aus dem 17. Jahrhundert, alle unter Denkmalschutz.
- Nr. 61: Observatoire de Paris, wo der Meridian von Paris beginnt (entlang der Avenue de l’Observatoire).